# Vsevišnji (sura)
Vsevišnji (arabsko Al-Ala) je 87. sura (poglavje) v Koranu, ki jo sestavlja 19 ajatov (verzov). Je sura.
Med opravljanjem molitve (salata oz. namaza) pri tej suri verniki opravijo 1 ruku' (priklon).